# Scirtothrips tehachapi
Scirtothrips tehachapi är en insektsart som beskrevs av Bailey 1964. Scirtothrips tehachapi ingår i släktet Scirtothrips och familjen smaltripsar. Inga underarter finns listade i Catalogue of Life.